# تحلیل دندان
تحلیلِ دندان (انگلیسی: Tooth resorption) فرایندی است که در آن تمام یا بخشی از ساختار یک دندان به سبب فعال شدن قابلیت ذاتی بدن برای برطرف کردن جرم دندان، بوسیلهٔ سلول‌هایی از قبیل استئوکلاست تحلیل می‌رود.

## دسته‌بندی تحلیل التهابی
تحلیل ریشهٔ دندان را می‌توان به دو دستهٔ تحلیل داخلی و تحلیل خارجی طبقه‌بندی کرد:
- تحلیل داخلی: تخریب از داخل کانال شروع می‌شود. نیاز به درمان اندودانتیکس دارد.
- تحلیل خارجی: تخریب در پریودنشیوم شروع می‌شود.
  - تحلیل التهابی ریشه: منشأ آن پالپ نکروز است و محرک‌ها از پالپ خود را به پریودنشیم می‌رسانند. نیاز به درمان اندودانتیک دارد.
  - تحلیل جایگزینی: به علت تروما به پریودنشیم است. درمان نمی‌تواند روند آن را متوقف کند.
  - تحلیل سرویکالی: ناشی از عفونت سالکولار است.[۱]